# Sina Siegenthaler
Sina Melissa Siegenthaler (* 27. September 2000 in Schangnau) ist eine Schweizer Snowboarderin. Sie startet in der Disziplin Snowboardcross.

## Werdegang
Anfang Winter 2015/16 bestritt Siegenthaler ihr erstes Rennen in dieser Disziplin. Nach dem Einstieg ins Regionalkader Bern folgten weitere Junior-FIS- und FIS-Rennen. Im März 2016 debütierte sie an der Lenk (Schweiz) im Europacup und qualifizierte sich für die Junioren-Weltmeisterschaft in Klinovec, Tschechische Republik.
In der Saison 2016/17 siegte sie erstmals an Junior-FIS-Rennen und erreichte Top-10-Plätze an Europacups. Ein Jahr später erzielte sie mit diversen Europacup-Podestplätzen den dritten Rang im Gesamt-Europacup-Standing, wurde Schweizer Meisterin und nahm an der Junioren-Weltmeisterschaft in Cardrona, Neuseeland, teil (9. Rang).
Im Dezember 2018 debütierte sie in Cervinia, Italien, im Weltcup und erreichte den 5. Schlussrang. Damit sicherte sie sich das Ticket für die Weltmeisterschaft in Park City, USA.
Bei den Schweizer Meisterschaften 2019 an der Lenk verteidigte sie ihren Schweizer Meistertitel erfolgreich. Im Teamevent an den Junioren-Weltmeisterschaften auf der Reiteralm 2019 gewann Siegenthaler mit Gabriel Zweifel die Silbermedaille.
In der Saison 2020/21 fiel Siegenthaler aufgrund des Pfeifferischen Drüsenfiebers komplett aus. Im Herbst 2021 stieg sie wieder ein, worauf sie sich im Dezember eine Knieverletzung zuzog und diese im Januar operierte. Trotzdem qualifizierte sie sich für die Olympischen Winterspiele 2022 in Peking und erreichte den Viertelfinal.
In der Saison 2022/23 bestritt sie vier Weltcuprennen, davon beendete sie eines auf dem 5. Platz. Im Training verletzte sie sich erneut, diesmal am linken Sprunggelenk, und fiel einige Monate aus.
Im Dezember 2023 fuhr sie an ihrem Comeback-Rennen erstmals aufs Weltcup-Podest und erreichte den ersten Weltcupsieg fürs Schweizer Frauen Snowboardcrossteam seit 2009. Am Tag darauf doppelte sie im Teamevent mit Kalle Koblet mit dem 3. Rang nach.
Die Saison 2023/24 beendete sie mit 8 Top-10-Plätzen und dem 8. Rang im Gesamtweltcup.

## Teilnahmen an Weltmeisterschaften und Olympischen Winterspielen

### Olympische Winterspiele
- 2022 Peking: 16. Platz Snowboardcross

### Snowboard-Weltmeisterschaften
- 2019 Park City: 16. Platz Snowboardcross
- 2025 Engadin: 3. Platz Snowboardcross Team, 8. Platz Snowboardcross

### Weltcupsiege im Einzel
| Nr. | Datum             | Ort      |
| --- | ----------------- | -------- |
| 1.  | 16. Dezember 2023 | Cervinia |

## Gesamtplatzierungen

### Weltcup
| Saison  | Platz | Punkte |
| ------- | ----- | ------ |
| 2018/19 | 12.   | 1000   |
| 2019/20 | 8.    | 1580   |
| 2021/22 | 38.   | 24     |
| 2022/23 | 25.   | 78     |
| 2023/24 | 8.    | 391    |
| 2024/25 | 5.    | 374    |

### Europacup
| Saison  | Platz |
| ------- | ----- |
| 2017/18 | 3     |
| 2016/17 | 15    |
| 2015/16 | 63    |